# 范文若
范文若（1587年—1634年），原名范景文，字更生，號香令，又号荀鸭，自称吴侬，南直隶松江府上海县民籍，苏州府嘉定縣人。明朝末戏曲作家。

## 生平
萬曆三十四年（1606年）丙午科舉人，四十七年（1619年）己未科进士，刑部觀政，天啓元年授山東汶上縣知縣，二年調秀水縣，五年考察，補光化知县，其治汶上，以德化民，以礼自持。除恶安良，胥吏守法。时值白莲教起乱，陷郓城，过汶上，惮文若威名，不敢近。天啓七年擢南京兵部主事，崇祯二年考察，四年降为江西布政司经历，五年升南京大理寺评事。后以丁忧去官。崇祯七年家居时，因将家奴刘贞送官重治，为贞刺死，其母同殒。

## 著作
范文若曾与许士柔、孙朝肃、王焕如、冯明玠组成「佛水山房社」，以奇文名一时。现代著名作家、文学史家郑振铎在《插图本中国文学史》中称吴炳、孟称舜、范文若"同为临川派的最伟大的剧作家"。
著有传奇十六种《花筵帘》、《梦花酣》、《鸳鸯棒》、《花眉旦》、《金明池》、《勘皮靴》、《雌雄旦》、《生死夫妻》、《欢喜冤家》、《千里驹》、《金凤钗》、《倩画眉》（一作《倩画姻》）、《斑衣欢》、《晚香亭》、《闹樊楼》、《绿衣人》等。前三种有崇祯年间博山堂刊本，合称《博山堂三种》，今藏北京图书馆，《古本戏曲丛刊》二集据以影印，其馀无刻本。

## 家族
曾祖范良儒，廪生。祖范貢。父范敏行。